# Menophra emaria
Menophra emaria là một loài bướm đêm trong họ Geometridae.